# 伊斯兰阿扎德大学
伊斯兰阿扎德大学，或译伊斯兰自由大学（波斯語：‎，羅馬化：Dāneshgāh-e Āzād-e Eslāmi）是伊朗的一个大学系统，总部位于德黑兰。该大学于1982年由阿克巴尔·哈什米·拉夫桑贾尼创立，现有超过150万名学生。阿扎德大学有超过100个分校，设在国内外许多地方。它在阿拉伯联合酋长国、英国、坦桑尼亚、黎巴嫩与亚美尼亚均设有分部。由该大学颁发的文凭受到伊朗科学及高等教育部的认可。
设于贊詹省的贊詹分校創於1985年，當時招收了175名學生。該學校有5個系：技術工程系，電子和計算機工程系，教育學系，醫學系，人文系。